# FC Berdenia Berbourg
El FC Berdenia Berbourg es un equipo de fútbol de Luxemburgo que juega en la Éirepromotioun, la segunda división nacional.

## Historia
Fue fundado en el año 1948 en la ciudad de Berbourg, y al año siguiente se afilian a la Federación de Fútbol de Luxemburgo. En 1976 logran el ascenso a la Segunda División de Luxemburgo, liga donde están hasta que desciende en 1991.
En 1994 regresa a la Segunda División, liga donde está por siete temporadas hasta lograr el ascenso a la Primera División de Luxemburgo. En 2020 logra el ascenso a la Éirepromotioun por primera vez.

## Palmarés
- Primera División de Luxemburgo: 1

2020
- Segunda División de Luxemburgo: 1

2001